# Hänge-Buche
Die Hänge-Buche (Fagus sylvatica f. pendula), auch Trauer-Buche genannt, ist neben der Blutbuche die bekannteste Zierform der Rotbuche (Fagus sylvatica). Sie ist in vielen Parks und wegen der Trauerform auch auf vielen Friedhöfen zu finden. Es handelt sich um die züchterische Weiterentwicklung einer natürlich auftretenden Pendulaform.
Die Wuchsform der Hänge-Buche ist am ehesten mit der Form einer Wasserfontäne vergleichbar. Der Stamm strebt erst zielstrebig nach oben und bildet dann Äste aus, die bogig die Wuchsrichtung ändern, sich zuerst waagerecht ausbreiten, um ihre Zweige dann fast senkrecht zu Boden hängen zu lassen.
Die Vermehrung erfolgt durch Aufpfropfen einer Hängebuche auf eine Buche, was zu einer charakteristischen Wulst am Stamm führt.
In jungen Jahren noch etwas mager ausschauend, zeigen die Hängebuchen im Alter einen äußerst malerischen Wuchs. Dabei wachsen manchmal einzelne lange Seitenäste, sich waagerecht schlängelnd, vom Stamm und stören so die schlanke Form des Baums. Ebenso wachsen häufig einzelne Äste bogig aus der Krone heraus, die an ihrer Oberseite völlig kahl sind.
Die Hänge-Buche gilt als größte mitteleuropäische Trauerform eines Baumes. Ihre Höhe übersteigt jedoch kaum 20 Meter. Es existieren bereits mehrere Variationen in Wuchs und Laubfärbung.
Hängebuchen mit niedriger Stammaufspaltung, Verwachsungen und schlangenförmigem Astwuchs, die eine breite Krone ausbilden, nähern sich so in ihrem Habitus sehr stark den Süntelbuchen an, was zu Verwechslungen führt.

## Galerie

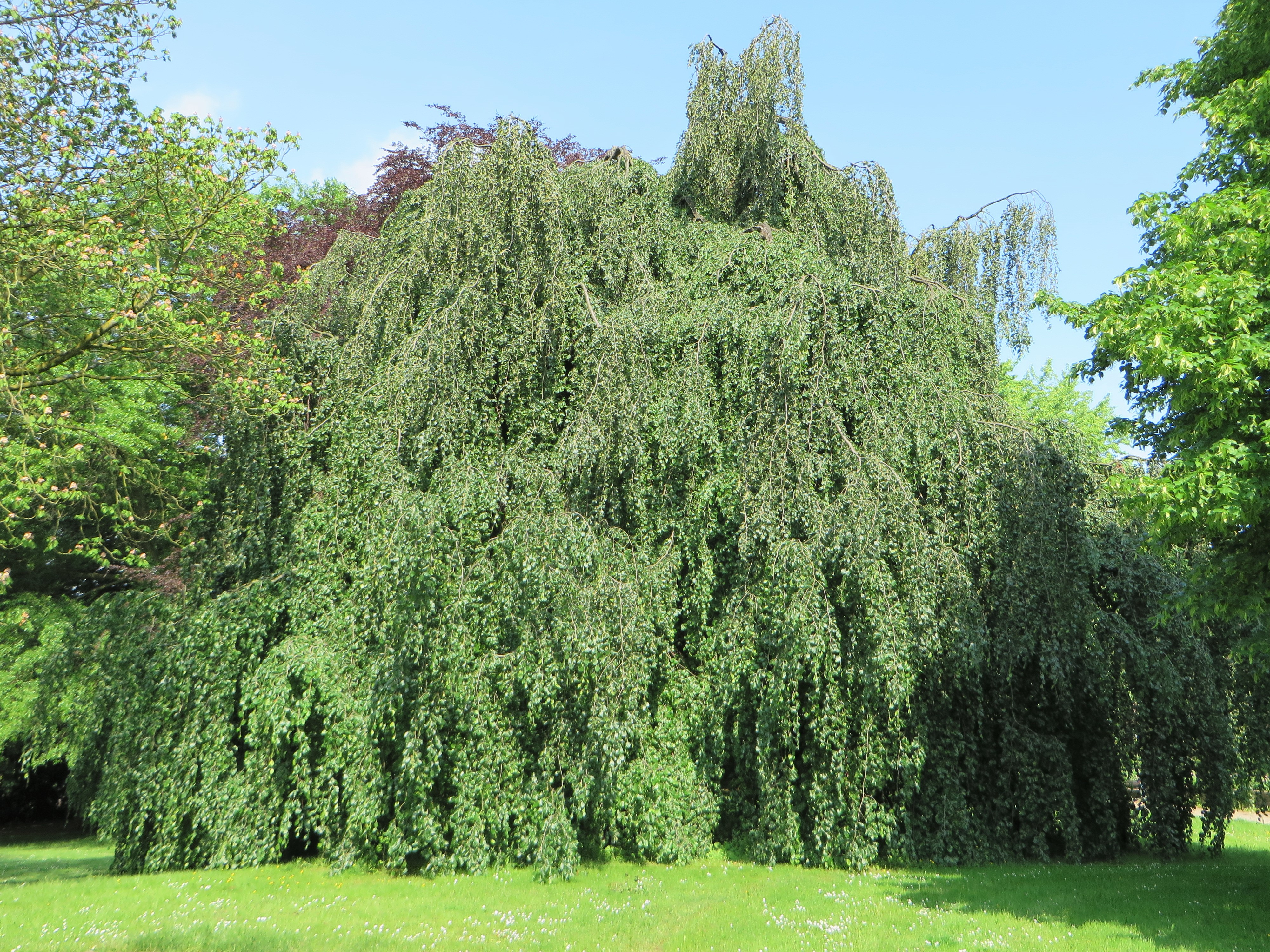
Naturdenkmal im Hagener Funckepark
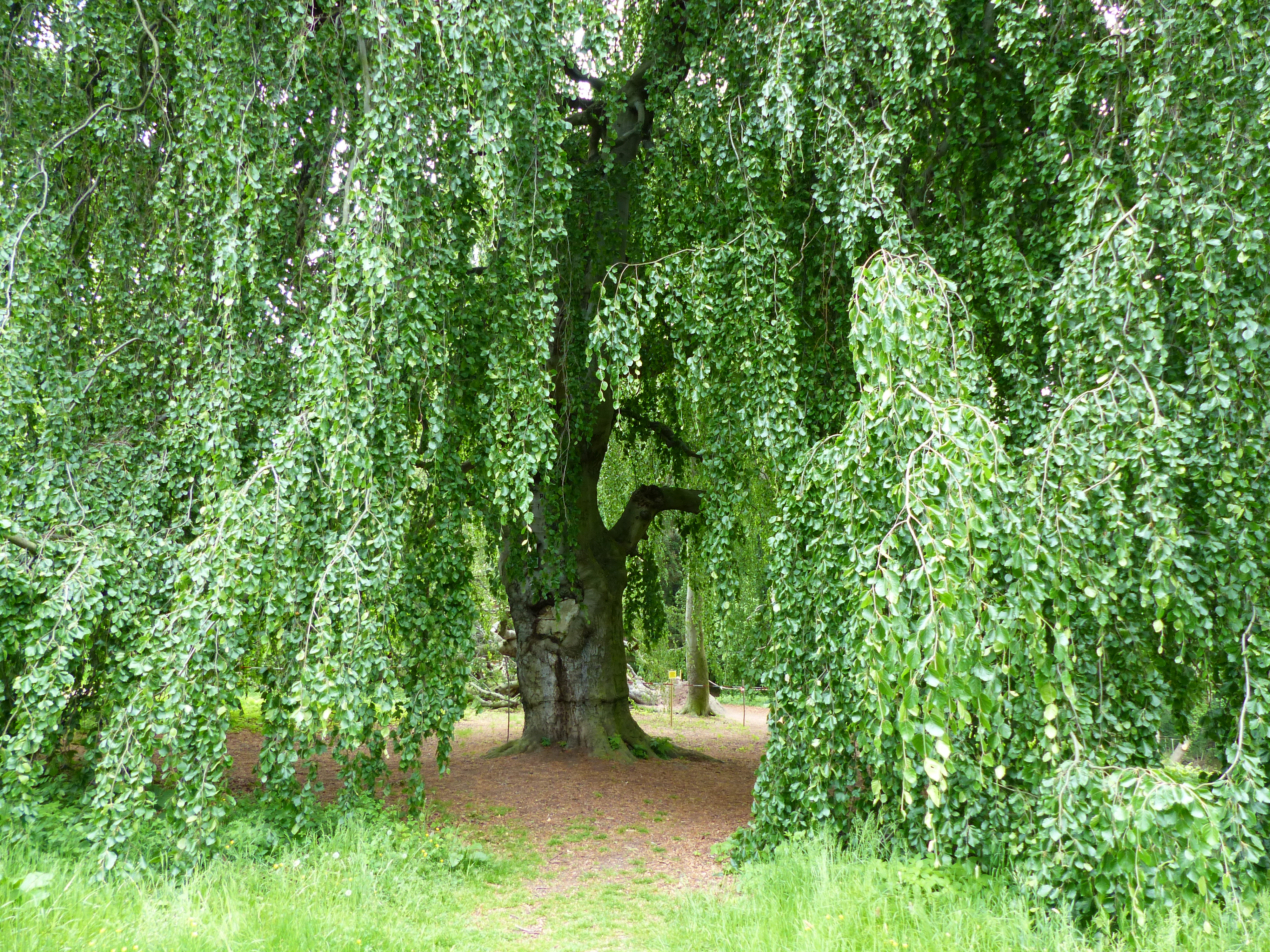
Naturdenkmal Hänge-Buchen im Helfenberger Park in Dresden
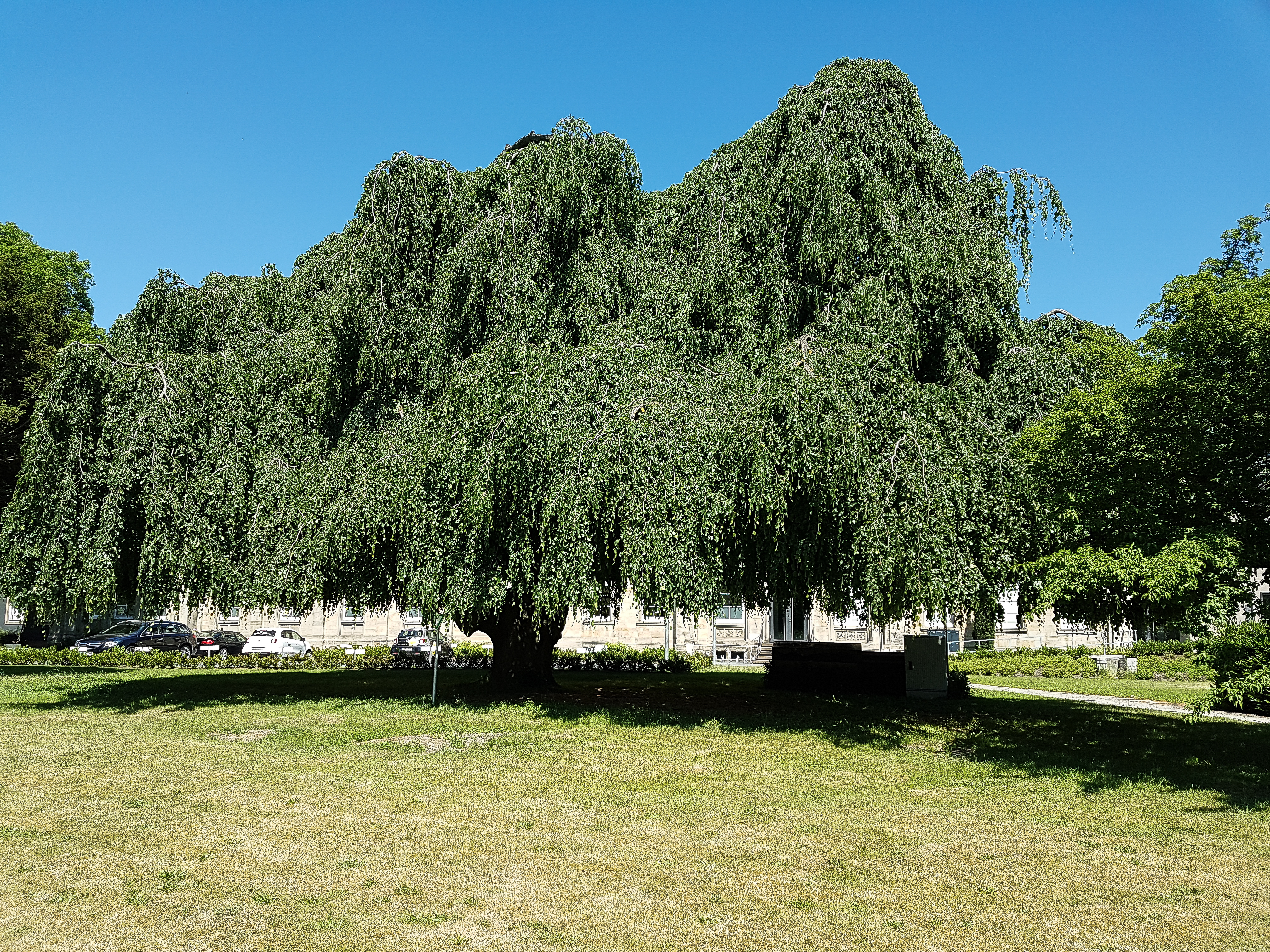
Naturdenkmal in Osnabrück
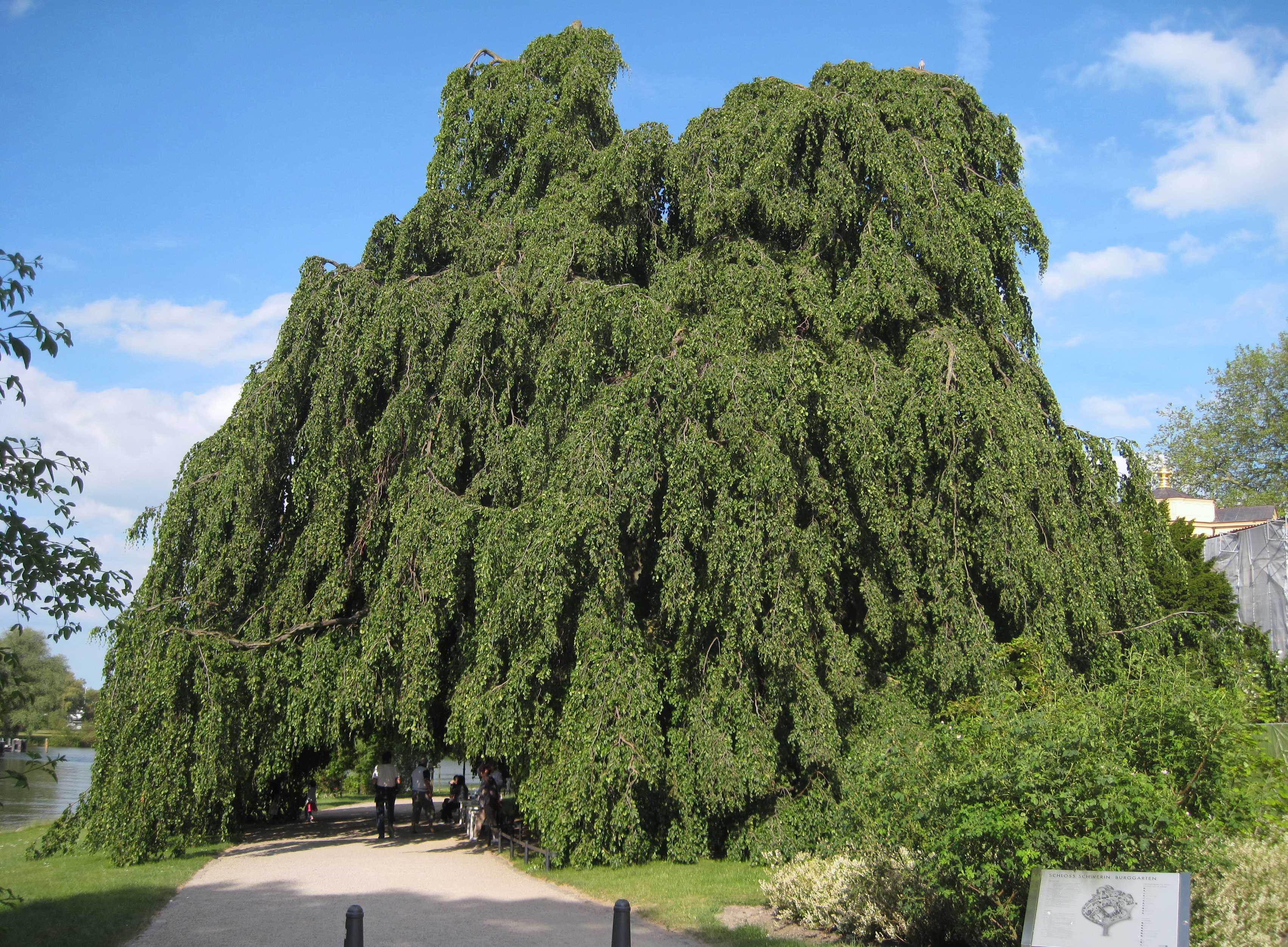
Naturdenkmal „Liebesbaum“ auf der Schlossinsel in Schwerin
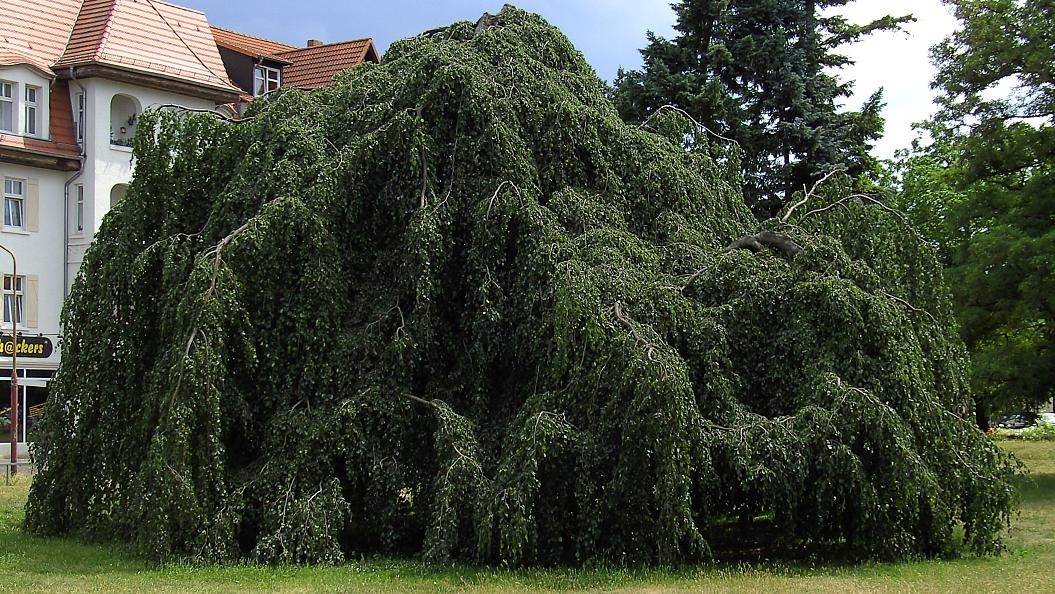
Naturdenkmal Hänge-Buche in Wittenberge
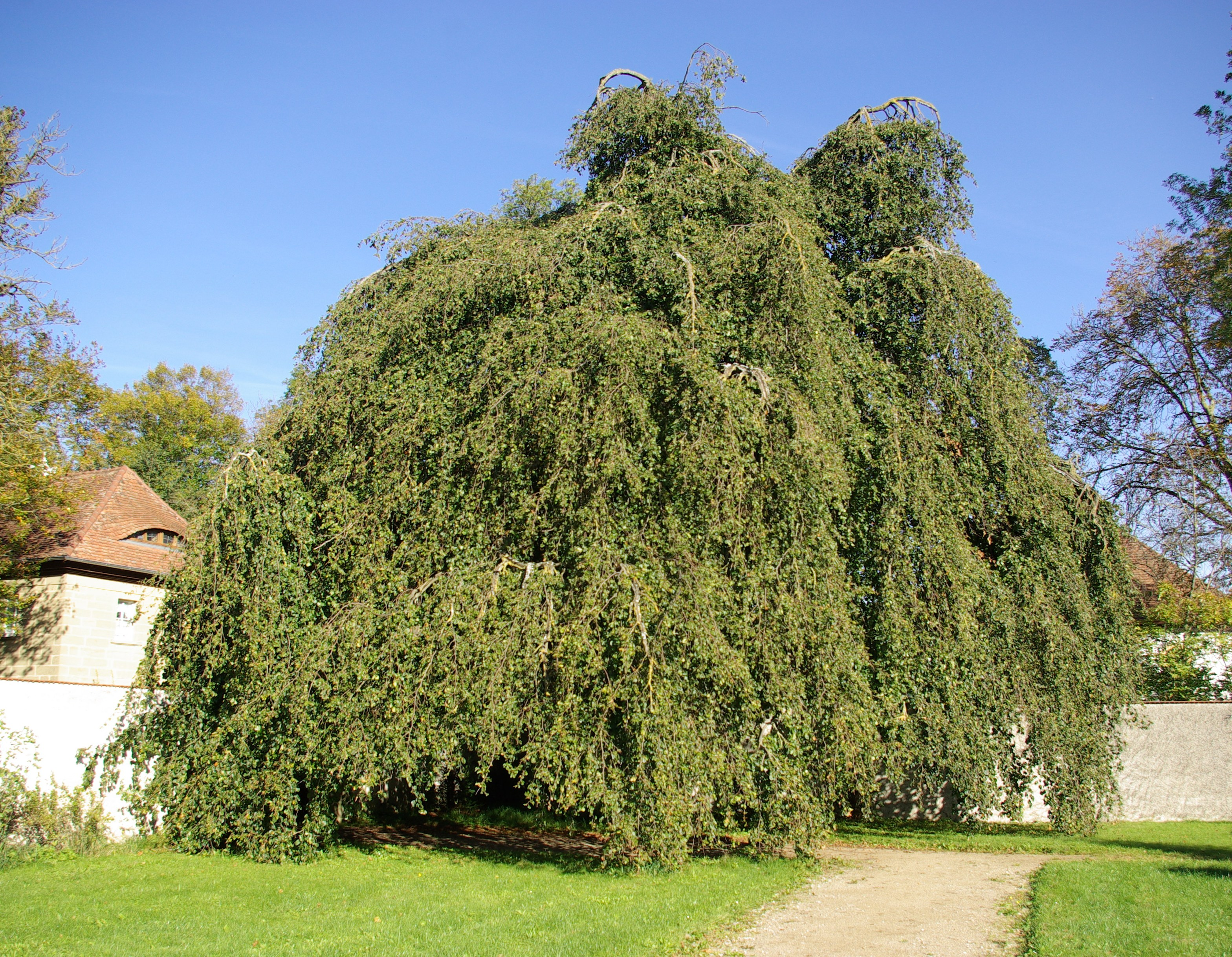
Hänge-Buche im Garten der Schlossanlage Ullstadt
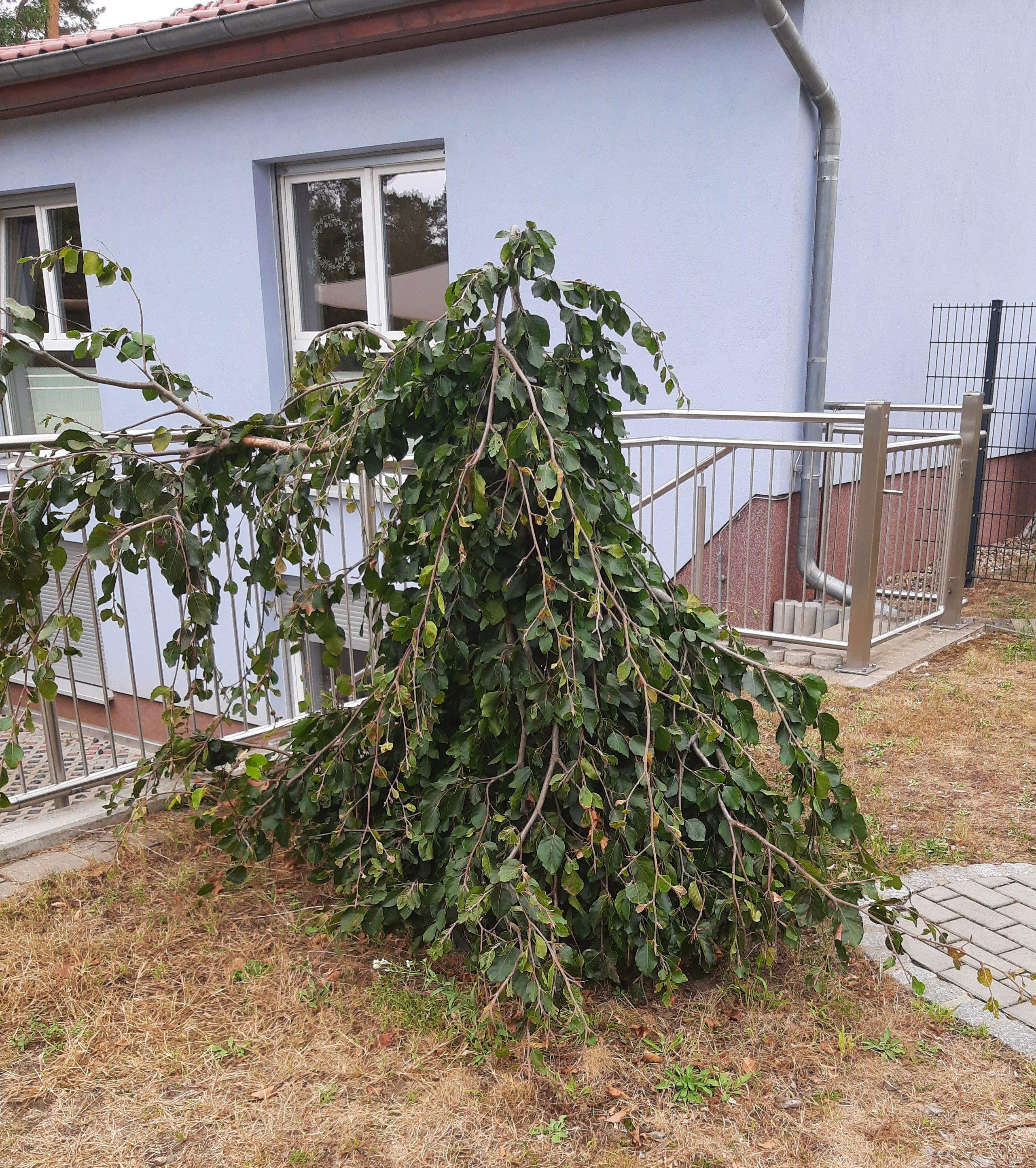
Teil des Einheitsdenkmals in Borkheide
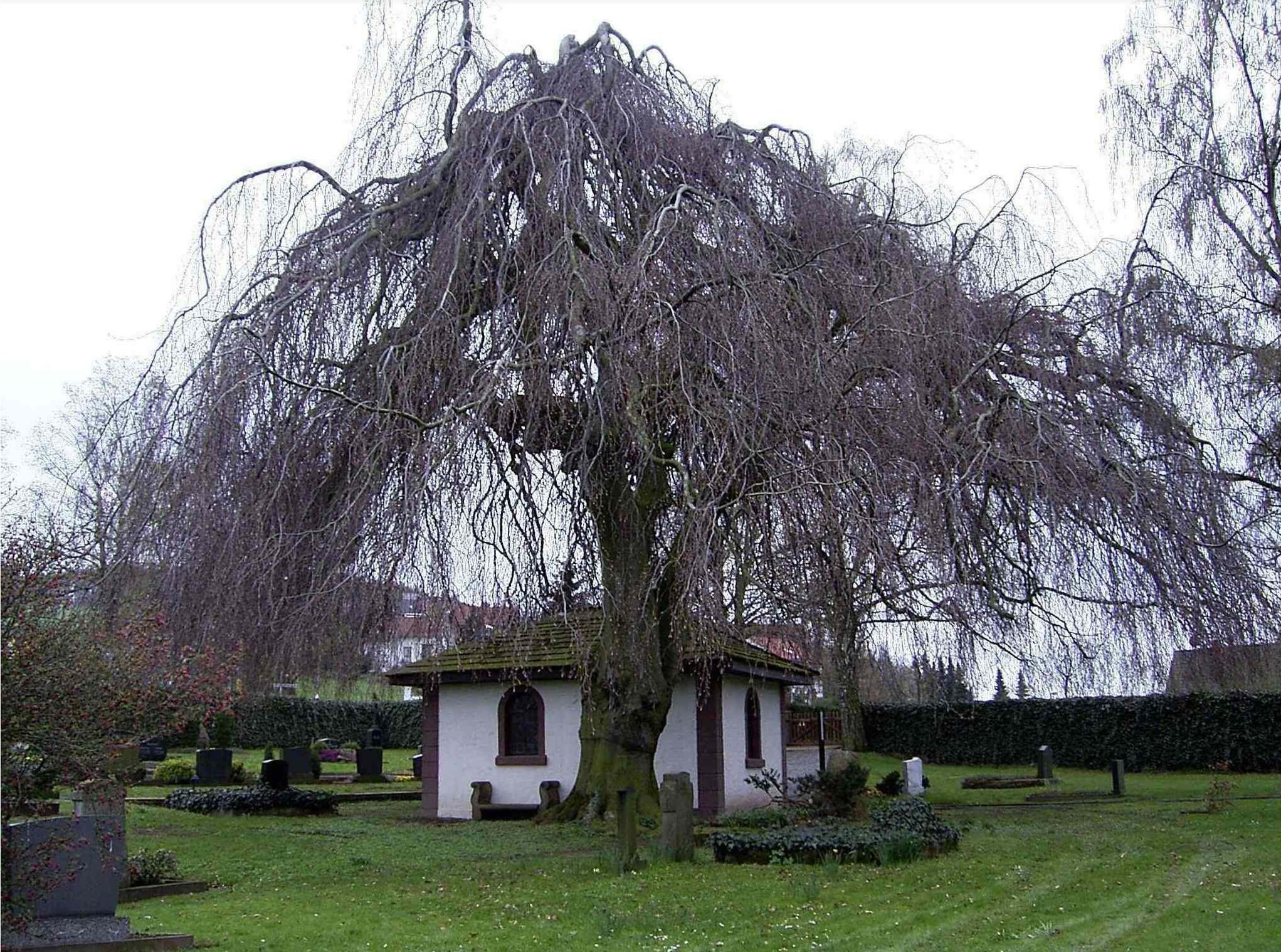
Cultivar Pendula
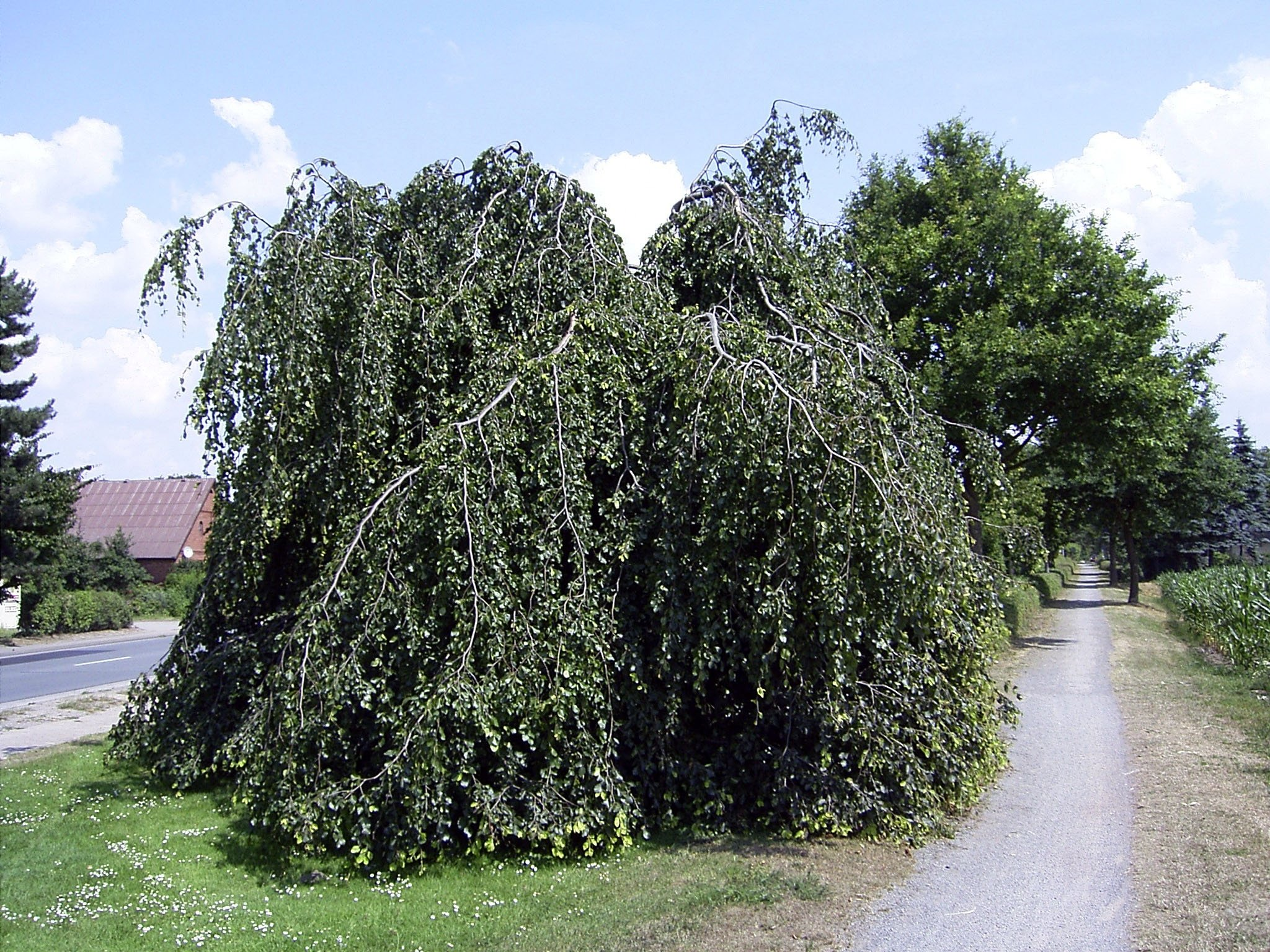
Cultivar Pendula
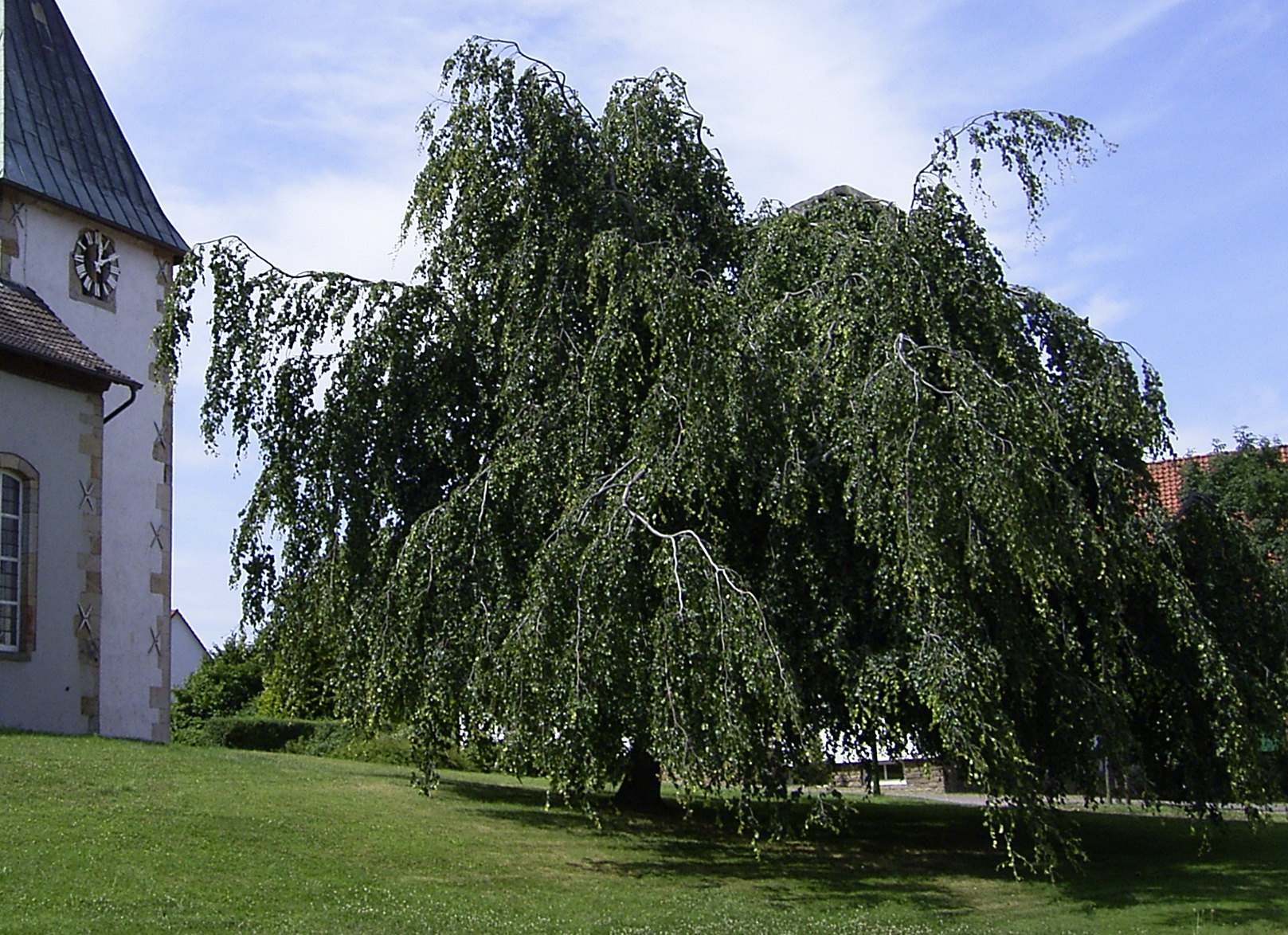
Cultivar Pendula
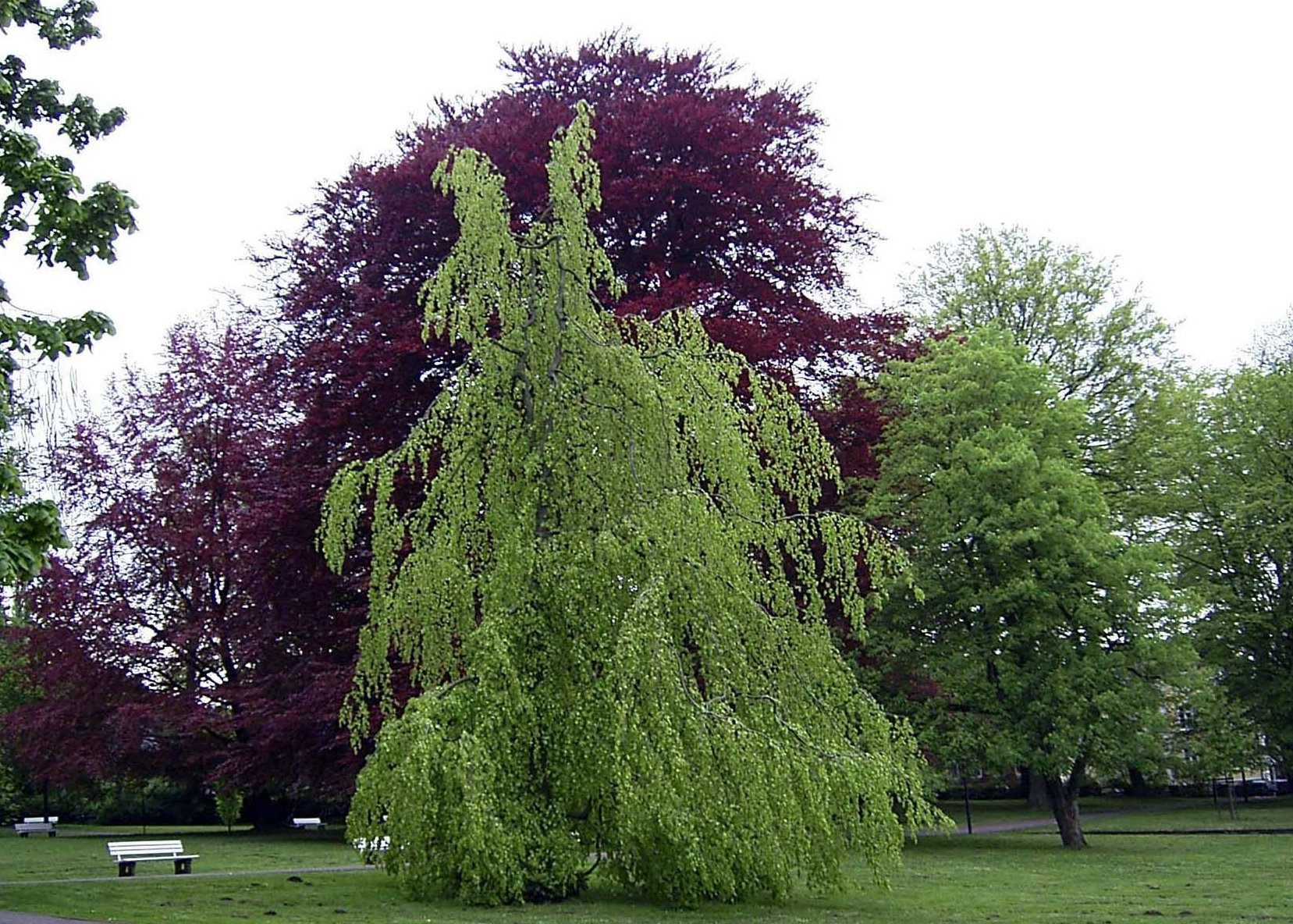
Cultivar Pendula
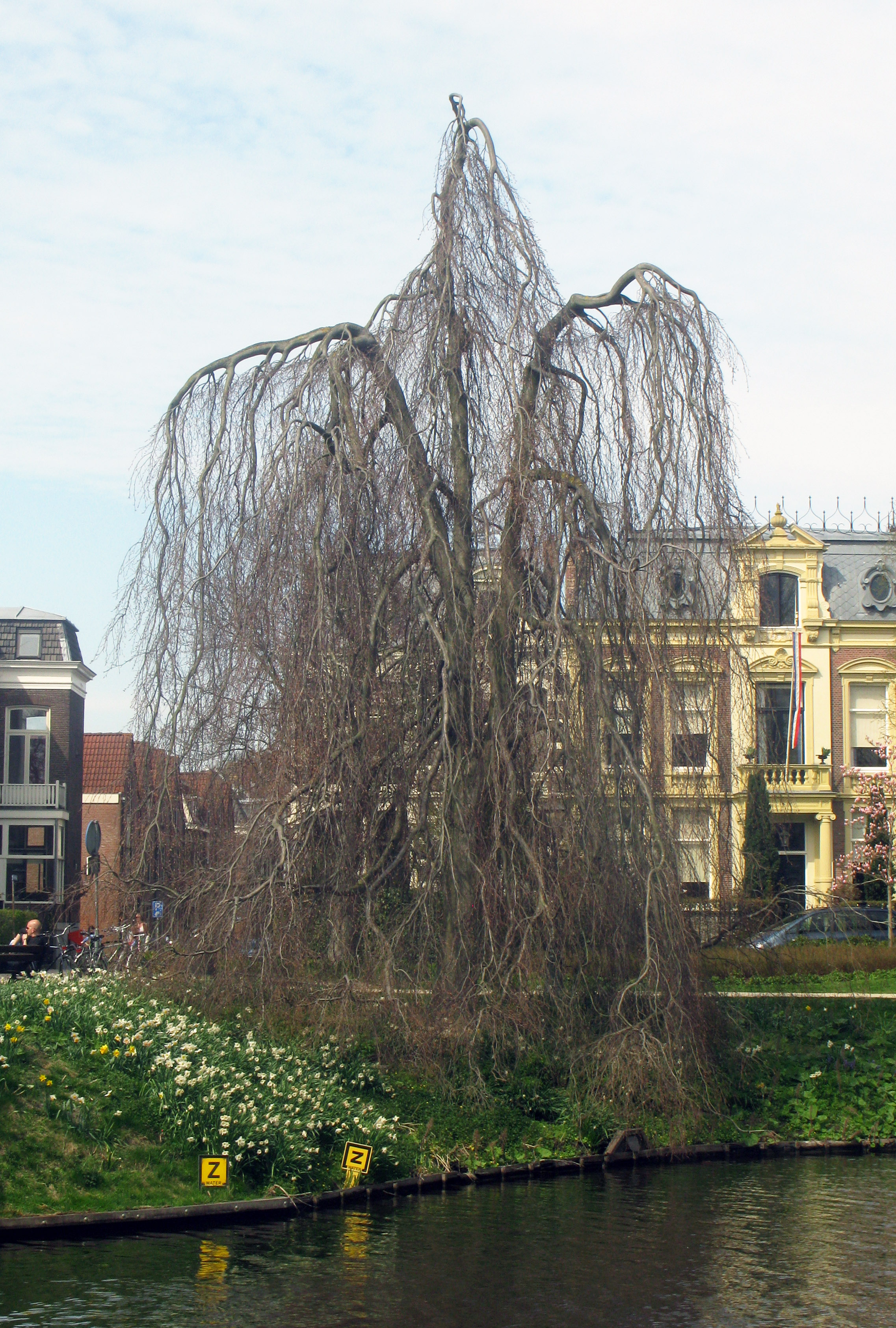
Hänge-Buche am Singel in Leiden
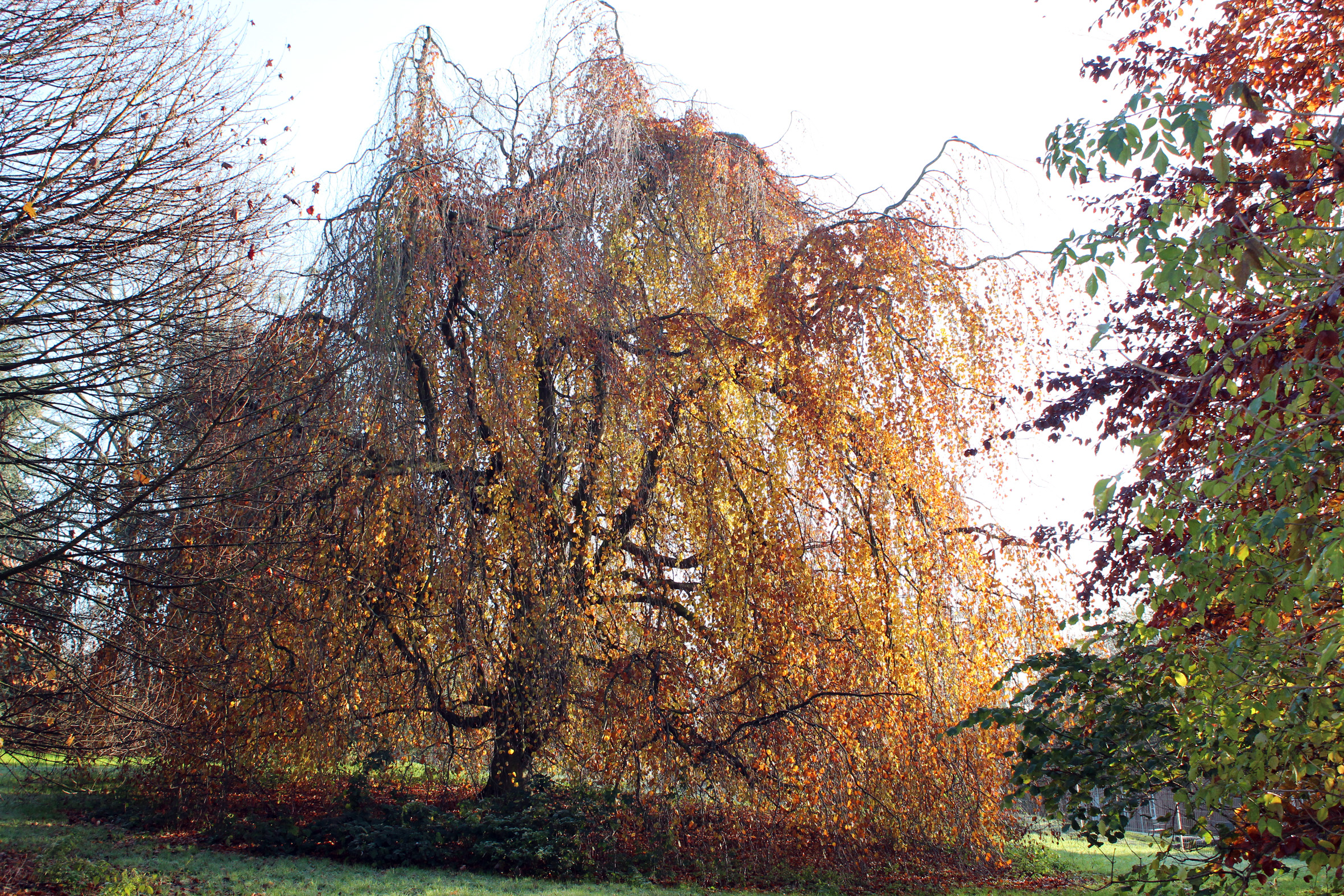
Hänge-Buche – Objekt des Baumlehrpfads vom LVR-Klinikum Düsseldorf
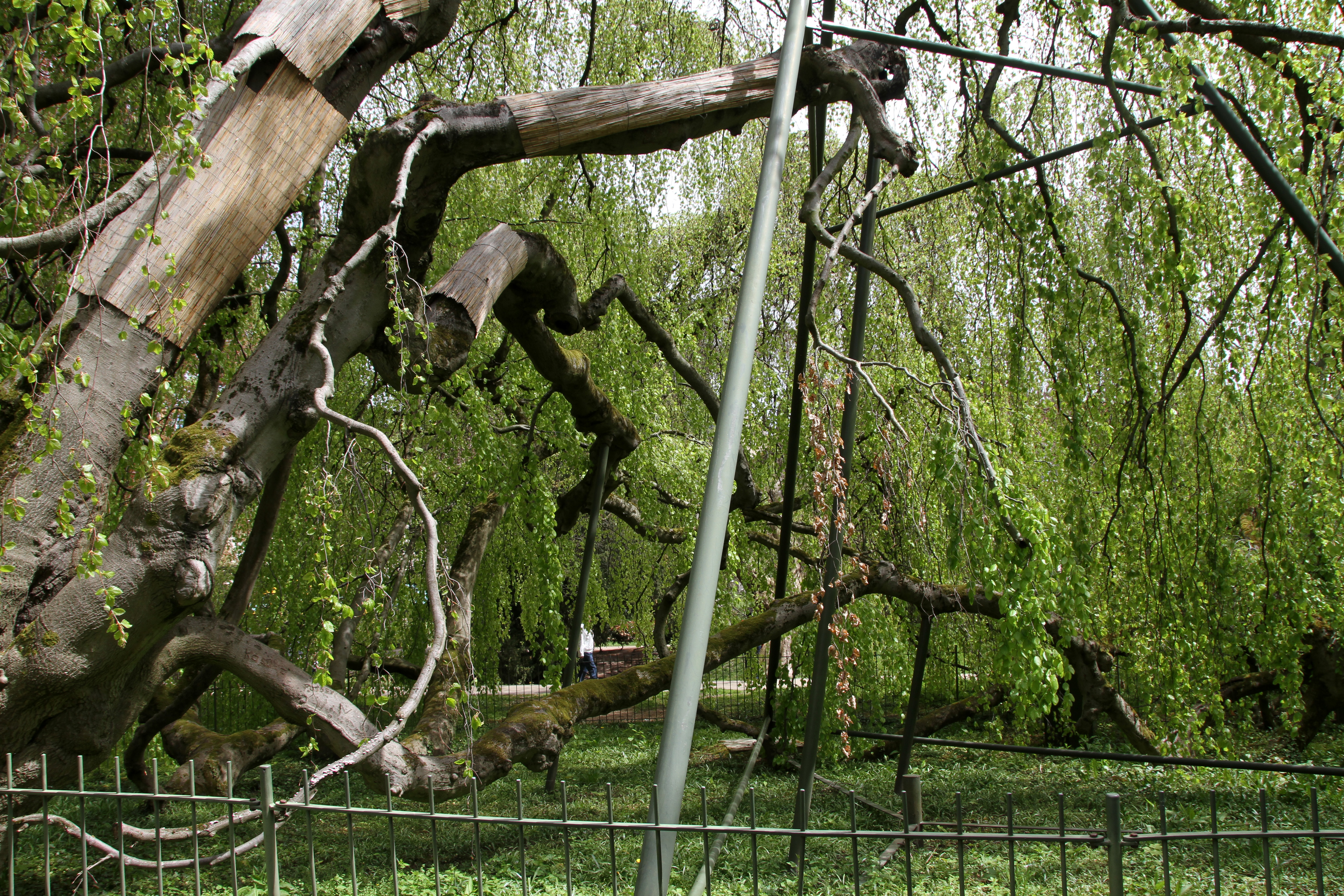
Hängebuche (1) in Baden-Baden
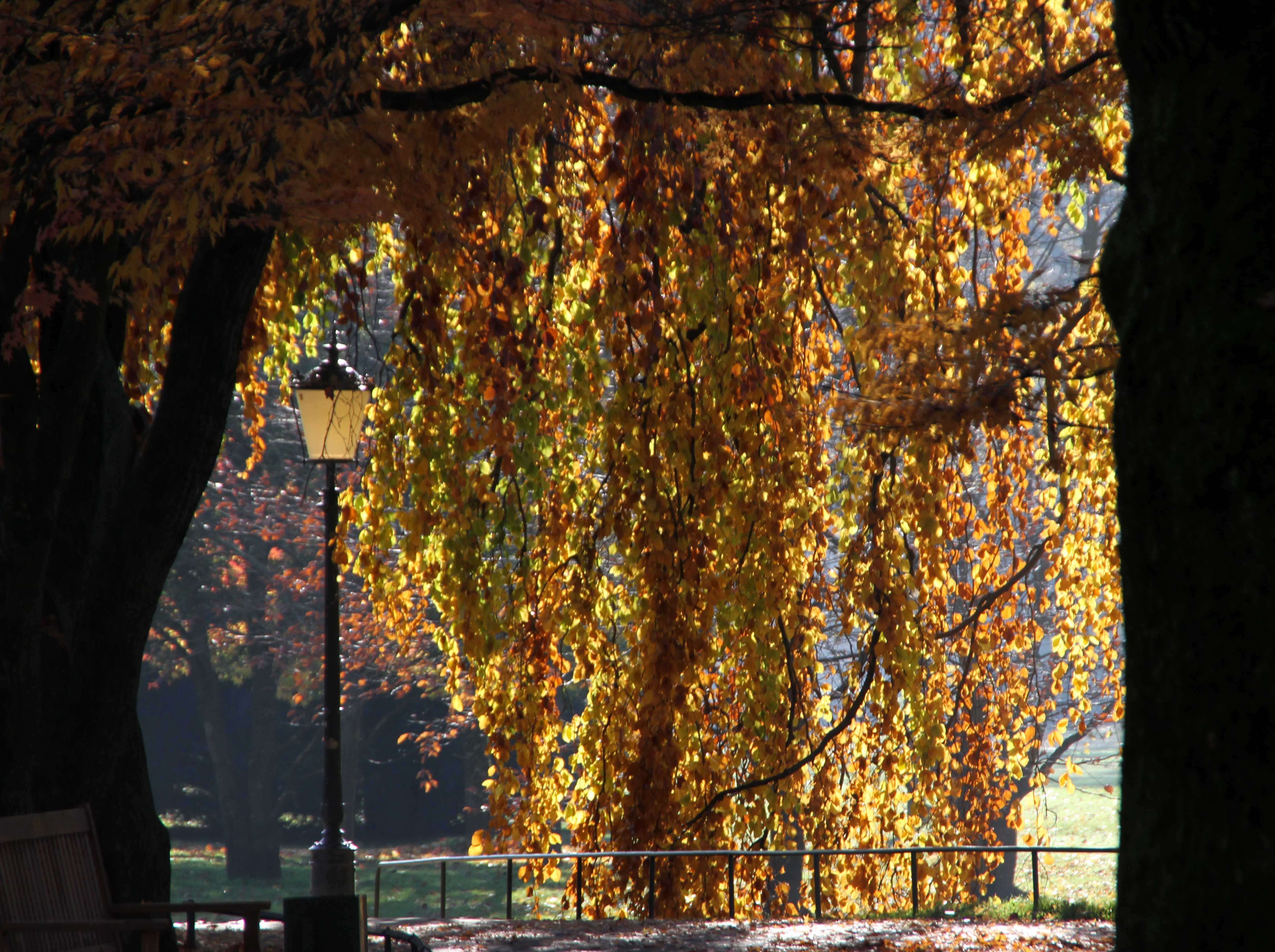
Hängebuche (2) in Baden-Baden
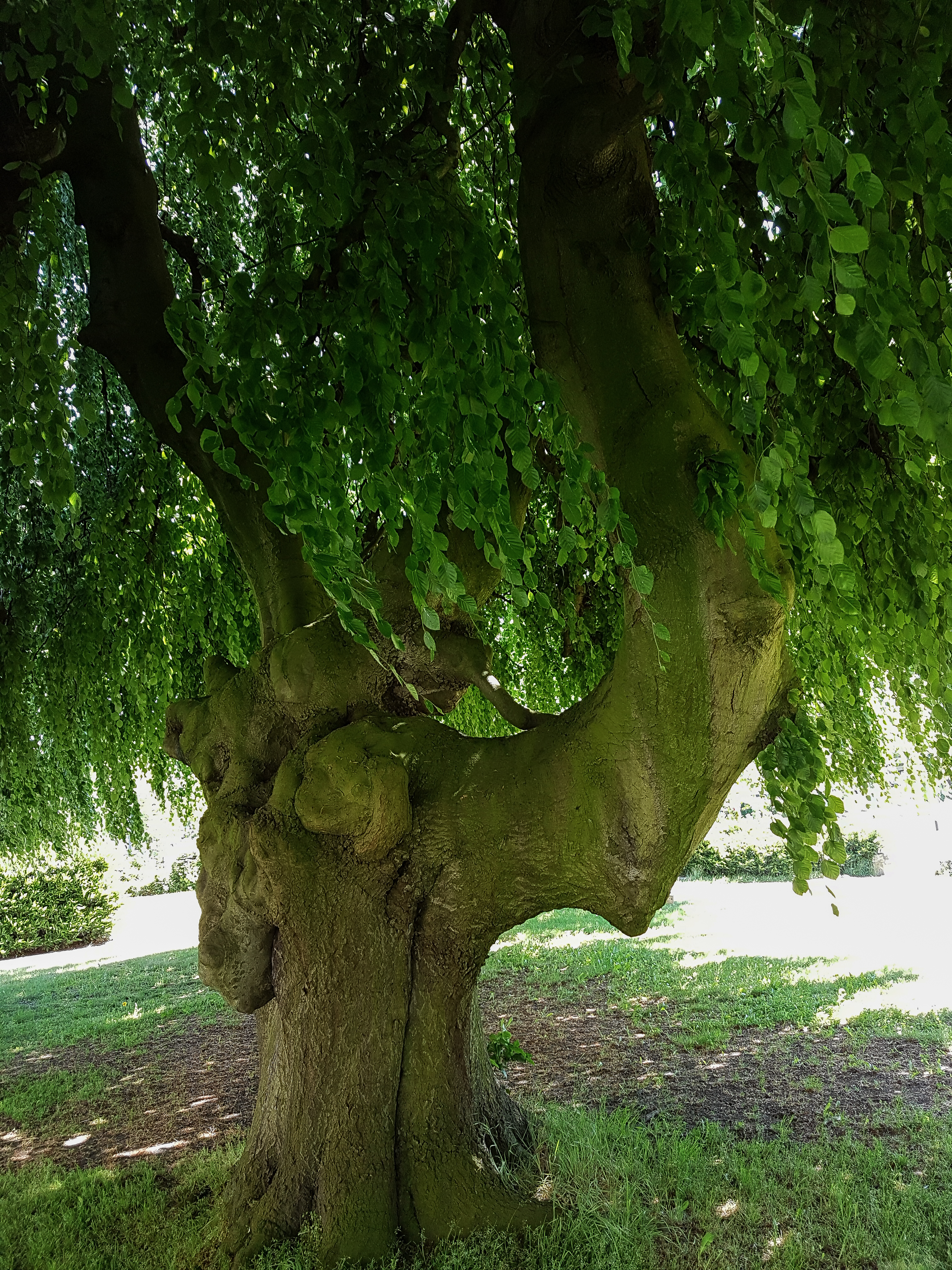
Detailaufnahme des Stammes der Trauerbuche
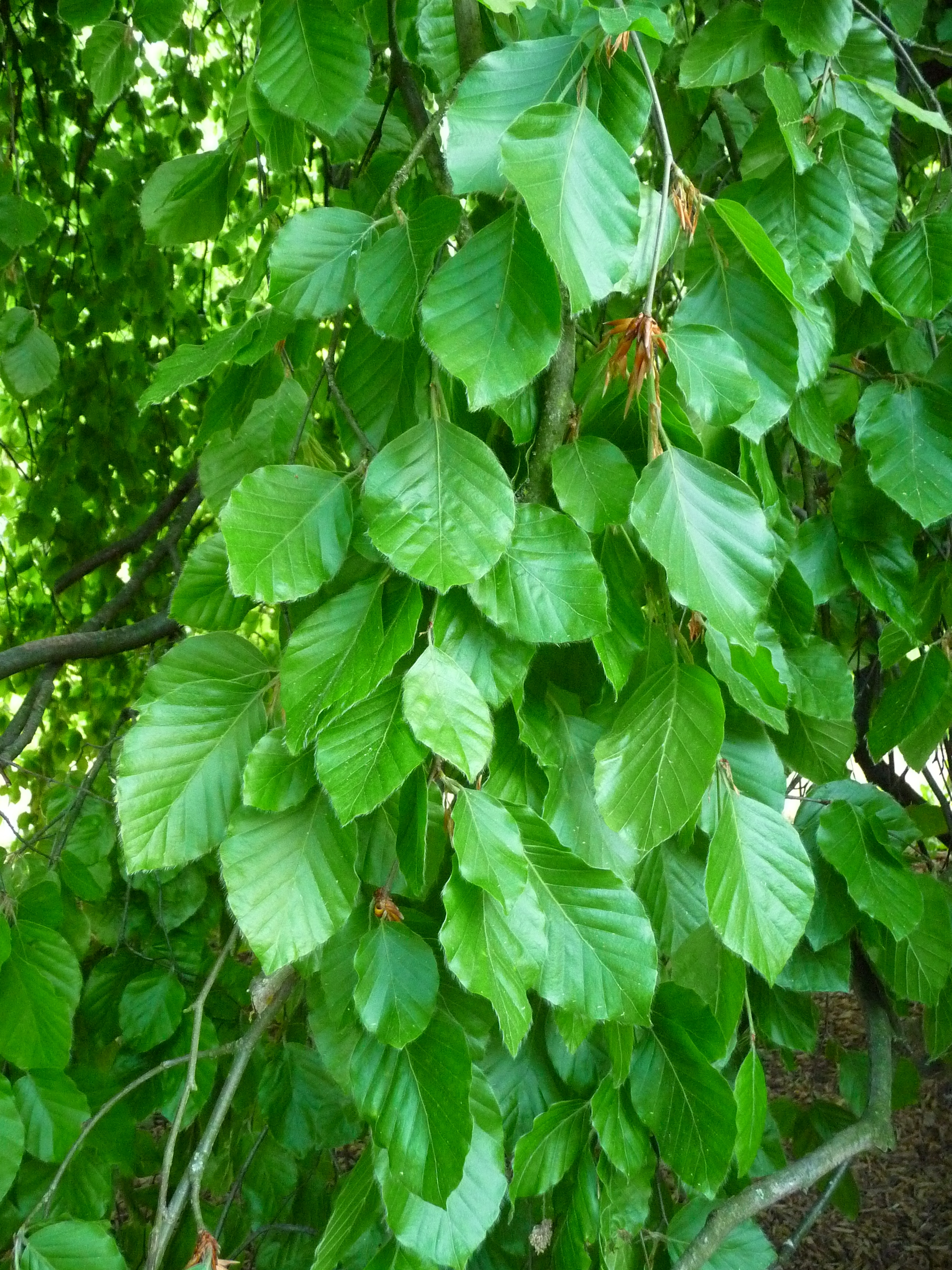
Detailaufnahme von Blätter von Fagus sylvatica f. pendula
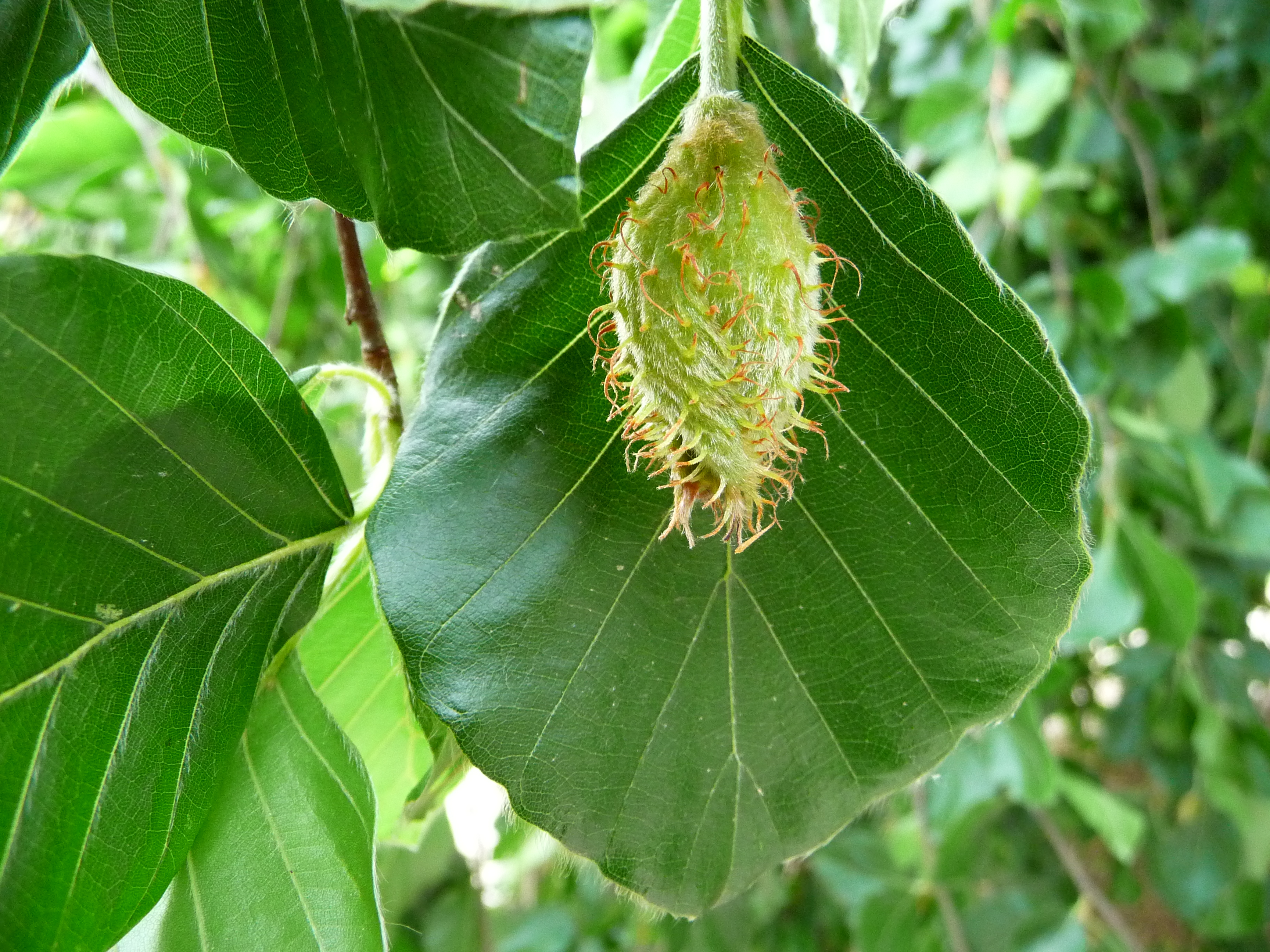
Detailaufnahme Fruchtansatz der Hängebuche